# جوني منيمونيك
جوني منيمونيك (بالإنجليزية: Johnny Mnemonic) هو فيلم سايبربانك وأكشن وإثارة من إنتاج عام 1995, ومن إخراج روبرت لونجو مُستهلا من خلاله مسيرته في الإخراج. هو فيلم من بطولة كيانو ريفز ودولف لندجرين. ويستند الفيلم إلى قصة من نفس الاسم من تأليف ويليام جيبسون. يلعب كيانو ريفز دور البطل «جوني منيمونيك», وهو رجل زُرعت في دماغه غرسة دماغ سيبرينية تم تصميمها لتخزين البيانات. يصوّر الفيلم العالم من نظرة جيبسون الديستوبية للمستقبل، حيث تتحكم بالعالم الشركات العملاقة بتأثير شرق آسيوي عليه.
تم تصوير الفيلم في كندا تحديدا في مدينتي تورونتو ومونتريال اللتان تم تصويرهما على أنهما مدينتا بكَين ونيوآرك. كما برزت عدة مواقع محلية بشكل واضح أثناء التصوير مثل محطة يونيون في تورونتو وجسر جاك كارتيير.
عُرض الفيلم لأول مرة في افتتاحيته في اليابان في الخامس عشر من إبريل 1995 بنسخته الأطول والأقرب لنسخة المخرج (103 دقائق) والتي تضمنت موسيقى مايكل دانا. وقد تم إصدار الفيلم في الولايات المتحدة الأمريكية في السادس والعشرين من مايو 1995.

## القصة
تدول أحداث القصة في مجتمع يٌقاد من خلال الإنترنت الافتراضي في عام 2021, حيث أدى ذلك إلى تأثر العالم بما يسمى «متلازمة وهن الأعصاب» (بالإنجليزية: nerve attenuation syndrome أو NAS). تحت تأثير هذه المتلازمة وفي عالم تتحكم فيه الشركات العملاقة يصبح العداء الطبقي أشد من أي وقت آخر.
جوني يعمل كساعي بريد ذو ذاكرة متطورة "mnemonic courrier" يقوم بنقل بيانات ومعلومات شديدة الحساسية، من خلال شريحة تخزين مزروعة في دماغه، على حساب ذكريات طفولته. وظيفته الحالية هي نقل بيانات لمجموعة من العلماء في بكين. يتردد جوني في البداية عندما يعلم أن البيانات التي يتوجب عليه نقلها تتجاوز حد تخزين ذاكرته حتى مع ضغطها، لكنه ومع ذلك يقبل بهذه المهمة نظرا أن المبلغ الذي سيٌكافأ به سيكفيه ليقوم بعملية إزالة الشريحة المزروعة في دماغه. يحذر جوني العلماء أن البيانات يجب أن يتم سحبها خلال أيام معدودة وإلا فسيعاني جوني من أضرار نفسية / عقلية جسيمة. يقوم العلماء بتشفير البيانات على شكل ثلاثة صور تلفزيونية عشوائية وإرسالها إلى المٌستقبل في نيوآرك، نيوجيرسي. لكن، وفي أثناء نقل البيانات، يتم الاعتداء على العلماء وقتلهم على يد أعضاء منظمة «ياكوزا» يقودها يقودها شينجي (أكيياما). يهرب جوني، بجزء من الصور محفوظة في ذاكرته، إلى بكين حيث تتم مطاردته من قبل أعضاء الياكوزا وقوات أمن تابعة لـPharmakon, إحدى الشركات العملاقة التي يمتلكها تاكاهاشي (كيتانو), بغية الوصول إلى البيانات التي يحملها جوني. عندها يبدأ جوني برؤية صور آلة ذكاء اصطناعي على شكل امرأة تحاول مساعدته لكنه يتجاهلها.
في نيوآرك، يلتفي جوني بمعالجه رالفي (كير) ليوضح له ما حصل معه، لكنه ما إن يلبث يكتشف أن رالفي يعمل مع الياكوزا ويسعى لقتله لاقتلاع جهاز التخزين من دماغه. تٌنقذ جاين (ماير) جوني، وهي حارس شخصي معزز آلياً، بمساعدة مجموعة من معارضى المؤسساتية (Lo-Tek) مع قائدهم جاي بون (آيس تي). تأخذ جاين جوني إلى عيادة يعمل بها سبايدر (رولينز), الذي قام بزراعة غرسة جاين الدماغية. يكشف سبايدر أن البيانات التي يمتلكها جوني كانت من المفترض أن تصل إليه وهي تحتوي على علاج لمتلازمة NAS والذي تمت سرقته من شركة Pharmakon؛ يزعم سبايدر أن Pharmakon ترفض إطلاق هذا العلاج لإنها تربح أكثر من خلال مسكنات متلازمة NAS  التي تبيعها. لسوء الحظ، فإنه ومع وجود أجزاء البيانات التي وصلت سبايدر والأجزاء التي مازال يحملها جوني فإن سبايدر لازال غير قادرعلى فك شيفرة بيانات جوني، فيقترح سبايدر عندها الذهاب لمقابلة جونز في مقر Lo-Tek. عندها يقتحم كارل (لاندجرين), وهو قاتل تابع لتاكاهاشي، العيادة ويقتل سبايدر بينما ينجح جوني وجاين بالهروب.
يصل جوني ومعه جاين إلى مقر Lo-Tek, فيعرفان حينها من جاي بون أن «جونز» هو في الواقع دولفين محسن تقنيا استخدمته القوات البحرية في السابق يستطيع مساعدة جوني على فك تشفير بياناته. بمجرد البدء بإجراءات التشفير يهاجم المقر كل من شينجي والياكوزا، تاكاهاشي وقواته الأمنية بالإضافة إلى كارل. مع ذلك فيتمكن جوني وجاين وجاي بون وباقي أعضاء مجموعة الـLo-Teks بهزيمتهم جميعا. يقلب تاكاهاشي جزءا من مفتاح فك التشفير قبل موته لكن ذلك لم يكن كافيا لفك تشفير كامل البيانات في دماغ جوني، فيخبر جاي بون جوني أن عليه أن يخترق دماغ جوني بمساعدة جونز ليتمكنو من فك التشفير. في محاولتهم الثانية وبمساعدة آلة الذكاء الاصطناعي التي كان يراها جوني، يتمكن جوني من فك تشفير البيانات واستعادة ذكريات طفولته في نفس الوقت، ويكتشف عندها جوني أن صورة آلة الذكاء الاصطناعي التي يراها هي صورة افتراضية لوالدته التي كانت مؤسسة شركة Pharmakom والتي أثار سخطها احتكار الشركة لعلاج متلازمة  NAS.
بينما يقوم جاي بون بنشر معلومات العلاج عبر الإنترنت تقوم جاين برفقة جوني بمشاهدة مقر شركة Pharmakom يحترق بعد أن أشعل فيه المحتجون النيران.

## طاقم التمثيل
كيانو ريفز في دور جوني منيمونيك
دولف لوندجرين في دور كارل هونيغ
دينا ماير بدور جاين
آيس تي في دور جاي بون
تاكيشي كيتانو بدور تاكاهاشي
دينيس أكياما في دور شينجي
هنري رولينز في دور سبايدر
باربرا سوكوا في دور آنا كالمان
أودو كير بدور رالفي
تريسي تويد في دور جميلة
فالكونر أبراهام بدور يوماما
دون فرانكس في دور هوكي
دييجو تشامبرز في دور هينسون
آرثر إنغ في دور فيت

## الإنتاج
كان لونجو وجيبسون سيعملان معا على صناعة فيلم فني بميزانية صغيرة لكنهما لم يتمكنا من الحصول على التمويل اللازم. علّق جيبسون حينها «لقد بدأنا هذا الإنتاج كفيلم فني بميزانية مليون ونصف دولار فأصبح فيلما ضخما ميزانيته تتعدى الثلاثين مليون دولار لأننا لم نتمكن من الحصول على المليون والنصف».   إن الانتشار الواسع للانترنت في أوائل التسعينات والتطور التكنولوجي وانتشار ثقافته أدى إلى زيادة أهمية السايبر بانك مما كان حافزا أساسيا لشركة سوني في اتخاذ قرار تمويل هذا المشروع بعشرات ملايين الدولارات. قبل إطلاق الفيلم أشاد الناقد إيمي هارمون بالفيلم باعتبار إصداره لحظة تاريخية يدخل فيها السايبربانك إلى عالم أنواع الأفلام السائدة.